# نوردراخ
نوردراخ (به آلمانی: Nordrach) یک شهر در آلمان است که در ارتناوکرایس واقع شده‌است. نوردراخ ۲٬۰۴۹ نفر جمعیت دارد.